# Bojongloa (Kasomalang)
Bojongloa is een bestuurslaag in het regentschap Subang van de provincie West-Java, Indonesië. Bojongloa telt 3549 inwoners (volkstelling 2010).